# Bundestagswahlkreis Bayreuth
Der Wahlkreis Bayreuth (Wahlkreis 236; bis zur Bundestagswahl 2021 Wahlkreis 237) ist seit 1949 ein Bundestagswahlkreis in Bayern. Er umfasst die kreisfreie Stadt Bayreuth, den Landkreis Bayreuth sowie die Städte Ebermannstadt und Gräfenberg und die Gemeinden Egloffstein, Gößweinstein, Hiltpoltstein, Obertrubach, Pretzfeld, Unterleinleiter, Weißenohe und Wiesenttal des Landkreises Forchheim.

## Wahlergebnisse

### Bundestagswahl 2025
Zur Bundestagswahl 2025 am 23. Februar wurden 9 Direktkandidaten und 17 Landeslisten zugelassen.
| Kandidaten                               | Kandidaten                 | Parteien/Listen     | Erststimmen | Erststimmen | Zweitstimmen | Zweitstimmen |
| Kandidaten                               | Kandidaten                 | Parteien/Listen     | Stimmen     | %           | Stimmen      | %            |
| ---------------------------------------- | -------------------------- | ------------------- | ----------- | ----------- | ------------ | ------------ |
|                                          | Silke Launertgewählt im WK | CSU                 | 59.366      | 44,5        | 51.467       | 38,5         |
|                                          | Anette Kramme              | SPD                 | 19.068      | 14,3        | 16.404       | 12,3         |
|                                          | Inken Bößert               | GRÜNE               | 11.000      | 8,2         | 13.155       | 9,8          |
|                                          | Thomas Hacker              | FDP                 | 3.728       | 2,8         | 4.987        | 3,7          |
|                                          | Tobias Peterka             | AfD                 | 25.068      | 18,8        | 26.682       | 20,0         |
|                                          | Thomas Schmid              | FREIE WÄHLER        | 6.741       | 5,1         | 5.969        | 4,5          |
|                                          | Jannick Metz               | Die Linke           | 6.113       | 4,6         | 7.605        | 5,7          |
|                                          | Erich Vornberger           | dieBasis            | 984         | 0,7         | 473          | 0,4          |
|                                          | –                          | Tierschutzpartei    | –           | –           | 1.043        | 0,8          |
|                                          | –                          | Die PARTEI          | –           | –           | 441          | 0,3          |
|                                          | –                          | ÖDP                 | –           | –           | 314          | 0,2          |
|                                          | –                          | BP                  | –           | –           | 112          | 0,1          |
|                                          | Maximilan Diepold          | Volt                | 1.398       | 1,0         | 845          | 0,6          |
|                                          | –                          | PdH                 | –           | –           | 95           | 0,1          |
|                                          | –                          | MLPD                | –           | –           | 22           | 0,0          |
|                                          | –                          | BÜNDNIS DEUTSCHLAND | –           | –           | 94           | 0,1          |
|                                          | –                          | BSW                 | –           | –           | 3.973        | 3,0          |
| Gesamt                                   | Gesamt                     | Gesamt              | 133.466     | 100         | 133.681      | 100          |
|                                          |                            |                     |             |             |              |              |
| Ungültige Stimmen                        | Ungültige Stimmen          | Ungültige Stimmen   | 614         | 0,5         | 399          | 0,3          |
| Wähler                                   | Wähler                     | Wähler              | 134.080     | 84,5        | 134.080      | 84,5         |
| Wahlberechtigte                          | Wahlberechtigte            | Wahlberechtigte     | 158.660     |             | 158.660      |              |
|                                          |                            |                     |             |             |              |              |
| Quellen: Die Bundeswahlleiterin, Stimmen |                            |                     |             |             |              |              |

Kursive Direktkandidaten kandidieren nicht für die Landesliste, kursive Parteien treten ohne Landesliste an.

### Bundestagswahl 2021
Zur Bundestagswahl 2021 am 26. September wurden 10 Direktkandidaten und 26 Landeslisten zugelassen.
| Kandidaten                               | Kandidaten                 | Parteien/Listen      | Erststimmen | Erststimmen | Zweitstimmen | Zweitstimmen |
| Kandidaten                               | Kandidaten                 | Parteien/Listen      | Stimmen     | %           | Stimmen      | %            |
| ---------------------------------------- | -------------------------- | -------------------- | ----------- | ----------- | ------------ | ------------ |
|                                          | Silke Launertgewählt im WK | CSU                  | 54.465      | 42,4        | 43.768       | 34,1         |
|                                          | Anette Kramme              | SPD                  | 24.840      | 19,4        | 26.584       | 20,7         |
|                                          | Tobias Matthias Peterka    | AfD                  | 10.777      | 8,4         | 11.636       | 9,1          |
|                                          | Thomas Hacker              | FDP                  | 9.182       | 7,2         | 12.020       | 9,4          |
|                                          | Susanne Iris Bauer         | GRÜNE                | 14.064      | 11,0        | 15.647       | 12,2         |
|                                          | Sven Schröder              | DIE LINKE            | 2.577       | 2,0         | 3.294        | 2,6          |
|                                          | Corey Allen Dressendörfer  | FREIE WÄHLER         | 7.754       | 6,0         | 8.857        | 6,9          |
|                                          | Dominic Ernst Hopp         | ÖDP                  | 934         | 0,7         | 516          | 0,4          |
|                                          | -                          | Tierschutzpartei     | –           | –           | 1.306        | 1,0          |
|                                          | -                          | BP                   | –           | –           | 269          | 0,2          |
|                                          | Florens Jonas Weiß         | Die PARTEI           | 1.709       | 1,3         | 988          | 0,8          |
|                                          | -                          | PIRATEN              | –           | –           | 368          | 0,3          |
|                                          | –                          | NPD                  | –           | –           | 101          | 0,1          |
|                                          | –                          | V-Partei³            | –           | –           | 120          | 0,1          |
|                                          | –                          | Gesundheitsforschung | –           | –           | 166          | 0,1          |
|                                          | -                          | MLPD                 | –           | –           | 13           | 0,0          |
|                                          | –                          | DKP                  | –           | –           | 18           | 0,0          |
|                                          | Markus Andreas Engel       | dieBasis             | 2.028       | 1,6         | 1.642        | 1,3          |
|                                          | –                          | Bündnis C            | –           | –           | 142          | 0,1          |
|                                          | –                          | III. Weg             | –           | –           | 82           | 0,1          |
|                                          | -                          | du.                  | –           | –           | 71           | 0,1          |
|                                          | -                          | LKR                  | –           | –           | 19           | 0,0          |
|                                          | -                          | Die Humanisten       | –           | –           | 131          | 0,1          |
|                                          | –                          | Team Todenhöfer      | –           | –           | 241          | 0,2          |
|                                          | -                          | UNABHÄNGIGE          | –           | –           | 210          | 0,2          |
|                                          | –                          | Volt                 | –           | –           | 321          | 0,2          |
| Gesamt                                   | Gesamt                     | Gesamt               | 128.330     | 100         | 128.530      | 100          |
|                                          |                            |                      |             |             |              |              |
| Ungültige Stimmen                        | Ungültige Stimmen          | Ungültige Stimmen    | 806         | 0,6         | 606          | 0,5          |
| Wähler                                   | Wähler                     | Wähler               | 129.136     | 79,5        | 129.136      | 79,5         |
| Wahlberechtigte                          | Wahlberechtigte            | Wahlberechtigte      | 162.430     |             | 162.430      |              |
|                                          |                            |                      |             |             |              |              |
| Quellen: Die Bundeswahlleiterin, Stimmen |                            |                      |             |             |              |              |

Kursive Direktkandidaten kandidieren nicht für die Landesliste, kursive Parteien sind nicht Teil der Landesliste.

### Bundestagswahl 2017
Zur Bundestagswahl 2017 am 24. September wurden 10 Direktkandidaten und 21 Landeslisten zugelassen.
| Direktkandidat     | Partei               | Erststimmen in % | Zweitstimmen in % |
| ------------------ | -------------------- | ---------------- | ----------------- |
| Silke Launert      | CSU                  | 46,5             | 41,9              |
| Anette Kramme      | SPD                  | 21,2             | 18,3              |
| Susanne Bauer      | GRÜNE                | 07,1             | 07,9              |
| Thomas Hacker      | FDP                  | 06,6             | 09,0              |
| Tobias Peterka     | AfD                  | 09,4             | 10,7              |
| Sebastian Sommerer | LINKE                | 04,3             | 05,5              |
| Thomas Mainusch    | FREIE WÄHLER         | 03,5             | 02,7              |
| –                  | PIRATEN              | 0–               | 00,3              |
| –                  | ÖDP                  | 0–               | 00,4              |
| –                  | BP                   | 0–               | 00,3              |
| –                  | NPD                  | 0–               | 00,3              |
| –                  | Tierschutzpartei     | 0–               | 00,8              |
| –                  | MLPD                 | 0–               | 00,0              |
| –                  | Büso                 | 0–               | 00,0              |
| –                  | BGE                  | 0–               | 00,1              |
| –                  | DiB                  | 0–               | 00,1              |
| –                  | DKP                  | 0–               | 00,0              |
| –                  | DM                   | 0–               | 00,1              |
| Wolfgang Karl      | Die PARTEI           | 0–               | 00,9              |
| –                  | Gesundheitsforschung | 0–               | 00,2              |
| –                  | V-Partei³            | 0–               | 00,2              |

### Bundestagswahl 2013
| Direktkandidat          | Partei       | Erststimmen in % | Zweitstimmen in % |
| ----------------------- | ------------ | ---------------- | ----------------- |
| Hartmut Koschyk         | CSU          | 55,9             | 49,5              |
| Anette Kramme           | SPD          | 25,6             | 23,2              |
| Hermann Hiery           | FDP          | 02,7             | 04,8              |
| Sabine Steininger       | GRÜNE        | 06,3             | 06,8              |
| Tilmann Schiel          | Die Linke    | 02,8             | 03,3              |
| Dirk-Gernot Marky       | PIRATEN      | 02,3             | 01,9              |
| Harald Bestehorn        | NPD          | 01,2             | 01,0              |
| Tobias Matthias Peterka | AfD          | 03,1             | 03,9              |
| –                       | Freie Wähler | 0–               | 03,1              |
|                         | Sonstige     | 0–               | 02,5              |

### Bundestagswahl 2009
| Direktkandidat   | Partei               | Erststimmen in % | Zweitstimmen in % | Bundestagswahl 2005 Zweitstimmen in % |
| ---------------- | -------------------- | ---------------- | ----------------- | ------------------------------------- |
| Hartmut Koschyk  | CSU                  | 50,9             | 44,0              | 48,1                                  |
| Anette Kramme    | SPD                  | 20,7             | 18,9              | 28,4                                  |
| Gert Lowack      | GRÜNE                | 11,3             | 09,4              | 06,1                                  |
| Philipp Irmscher | FDP                  | 08,6             | 13,8              | 09,1                                  |
| Georg Böhner     | LINKE                | 05,5             | 05,9              | 03,4                                  |
| Franz Noffke     | REP                  | 01,6             | 01,3              | 01,6                                  |
| Kai Limmer       | NPD                  | 01,5             | 01,4              | 01,4                                  |
| —                | PIRATEN              | 0—               | 02,1              | 0—                                    |
| —                | FAMILIE              | 0—               | 00,7              | 00,5                                  |
| —                | Die Tierschutzpartei | 0—               | 00,6              | 00,3                                  |
| —                | ödp                  | 0—               | 00,5              | 0—                                    |
| —                | RRP                  | 0—               | 00,5              | 0—                                    |
| —                | BP                   | 0—               | 00,4              | 00,2                                  |
| —                | PBC                  | 0—               | 00,3              | 00,4                                  |
| —                | DIE VIOLETTEN        | 0—               | 00,2              | 0—                                    |
| —                | CM                   | 0—               | 00,1              | 0—                                    |
| —                | DVU                  | 0—               | 00,0              | 0—                                    |
| —                | BüSo                 | 0—               | 00,0              | 00,0                                  |
| —                | MLPD                 | 0—               | 00,0              | 00,0                                  |
| —                | GRAUE                | 0—               | 0—                | 00,3                                  |
| —                | DIE FRAUEN           | 0—               | 0—                | 00,3                                  |

## Wahlkreissieger
| Wahl | Name              | Partei | Erststimmen |
| ---- | ----------------- | ------ | ----------- |
| 2021 | Silke Launert     | CSU    | 42,4 %      |
| 2017 | Silke Launert     | CSU    | 46,5 %      |
| 2013 | Hartmut Koschyk   | CSU    | 55,9 %      |
| 2009 | Hartmut Koschyk   | CSU    | 50,9 %      |
| 2005 | Hartmut Koschyk   | CSU    | 56,1 %      |
| 2002 | Hartmut Koschyk   | CSU    | 60,7 %      |
| 1998 | Hartmut Koschyk   | CSU    | 50,6 %      |
| 1994 | Hartmut Koschyk   | CSU    | 46,0 %      |
| 1990 | Ortwin Lowack     | CSU    | 54,9 %      |
| 1987 | Ortwin Lowack     | CSU    | 57,3 %      |
| 1983 | Ortwin Lowack     | CSU    | 61,6 %      |
| 1980 | Ortwin Lowack     | CSU    | 55,6 %      |
| 1976 | Heinz Starke      | CSU    | 55,1 %      |
| 1972 | Richard Müller    | SPD    | 48,6 %      |
| 1969 | Albrecht Schlee   | CSU    | 46,4 %      |
| 1965 | Albrecht Schlee   | CSU    | 48,0 %      |
| 1961 | Herbert Hauffe    | SPD    | 43,1 %      |
| 1957 | Albrecht Schlee   | CSU    | 43,7 %      |
| 1953 | Herbert Hauffe    | SPD    | 40,0 %      |
| 1949 | Matthäus Herrmann | SPD    | 39,7 %      |

## Wahlkreisgeschichte
| Wahl      | Wahlkreisname | Gebiet |
| --------- | ------------- | --- |
| 1949      | 25 Bayreuth   | Stadt Bayreuth, alter Landkreis Bayreuth, Stadt Marktredwitz, Landkreis Wunsiedel |
| 1953–1961 | 220 Bayreuth  | Stadt Bayreuth, alter Landkreis Bayreuth, Stadt Marktredwitz, Landkreis Wunsiedel |
| 1965–1972 | 223 Bayreuth  | Stadt Bayreuth, alter Landkreis Bayreuth, Stadt Marktredwitz, Landkreis Wunsiedel, Landkreis Pegnitz |
| 1976–1998 | 223 Bayreuth  | Stadt Bayreuth, Landkreis Bayreuth |
| 2002–2005 | 238 Bayreuth  | Stadt Bayreuth, Landkreis Bayreuth, vom Landkreis Forchheim die Gemeinden Ebermannstadt, Gräfenberg, Egloffstein, Gößweinstein, Hiltpoltstein, Obertrubach, Pretzfeld, Unterleinleiter, Weißenohe und Wiesenttal |
| 2009–2021 | 237 Bayreuth  | Stadt Bayreuth, Landkreis Bayreuth, vom Landkreis Forchheim die Gemeinden Ebermannstadt, Gräfenberg, Egloffstein, Gößweinstein, Hiltpoltstein, Obertrubach, Pretzfeld, Unterleinleiter, Weißenohe und Wiesenttal |
| 2025–     | 236 Bayreuth  | Stadt Bayreuth, Landkreis Bayreuth, vom Landkreis Forchheim die Gemeinden Ebermannstadt, Gräfenberg, Egloffstein, Gößweinstein, Hiltpoltstein, Obertrubach, Pretzfeld, Unterleinleiter, Weißenohe und Wiesenttal |